# C'eravamo tanto amati (programma televisivo)
(L’iconica frase con cui in trasmissione cominciava il dibattito)
C'eravamo tanto amati è stato un programma televisivo di Rete 4 condotto da Luca Barbareschi, che vedeva confrontarsi in ogni puntata a suon di attacchi verbali una coppia in crisi. La trasmissione è stata trasmessa in cinque differenti stagioni dal 1989 al 1994 nella fascia preserale dal lunedì al venerdì, ottenendo un Telegatto.

## Storia
La trasmissione è stata ideata da Fatma Ruffini, ispirata da alcune rubriche dell'Oprah Winfrey Show, trasmissione di grande successo negli Stati Uniti d'America in quegli anni. Per la prima volta in Italia vennero proposte in televisione delle storie di coppie di sposi comuni in piena crisi coniugale, che davanti al pubblico esponevano i loro malumori nei confronti del coniuge, incalzati dal conduttore. A supportare le tesi dei due "contendenti" erano presenti due "testimoni".
Erano presenti in studio anche altre due coppie, in veste di giurati, che al termine della puntata erano invitati ad esporre il loro parere sulle storie proposte. Con il passare delle stagioni, anche il pubblico presente poteva esprimere la propria opinione decretando un "vincitore" tra i due sposi/litiganti.
Negli anni a venire, Barbareschi ebbe a dichiarare che in realtà le coppie litigavano per finta, pur avendo argomenti veri, e che le coppie si divertivano parecchio a fingere di discutere perché il pubblico credeva che queste liti fossero vere.
Partito in sordina il 2 ottobre 1989 alle ore 19:00 su Rete 4, questo talk show ottenne un successo crescente, rendendolo uno dei preserali più visti, ottenendo ascolti record per la rete sulla quale andava in onda. Il successo fu consacrato dalla vittoria di un Telegatto e dalla realizzazione di alcuni speciali in prima e seconda serata.
La trasmissione terminò il suo ciclo dopo mille puntate, andando in onda per l'ultima volta il 26 giugno 1994. Nel febbraio 1995, andò in onda la domenica mattina alle ore 11:00 "C'eravamo tanto amati Story", in cui venivano mostrati alcuni spezzoni con il meglio della trasmissione. Negli anni successivi, venne invece riproposto in replica a inizio degli anni 2000 sul canale satellitare Happy Channel, e dal 2014 su Mediaset Extra.
Nel 1992 sempre sulla stessa rete iniziò ad andare in onda allo stesso orario ma al sabato un talk-show analogo: Lui, lei, l'altro, condotto da Marco Balestri che può essere considerato un'evoluzione ancora più estrema di C'eravamo tanto amati (se nel programma di Barbareschi intervenivano coppie in crisi ma ancora unite, qui invece protagoniste erano coppie già separate e dove inoltre uno dei due componenti interveniva assieme con il suo nuovo partner).

## Esportazione del format
Il format, creato interamente in Italia, venne acquistato negli Stati Uniti, per conto della Fox, che ne realizzò una versione intitolata That's Amore condotta sempre da Luca Barbareschi e trasmessa dal 1992 al 1993. La versione americana era prodotta dalla prima (ed unica) internazionale casa di produzione da lui fondata, con sede a Los Angeles: la Four Point Entertainment.

## Reboot
Il programma ha avuto una sorta di remake nell'autunno del 2024 intitolato Se mi lasci non vale, condotto sempre da Luca Barbareschi in prima serata su Rai 2; il programma non ha ottenuto però il successo sperato, venendo chiuso dopo sole tre puntate per bassi ascolti.